# The Charming Deceiver
The Charming Deceiver è un film muto del 1921 diretto da George L. Sargent.

## Produzione
Il film fu prodotto dalla Vitagraph Company of America.

## Distribuzione
Distribuito dalla Vitagraph Company of America, il film uscì nelle sale cinematografiche statunitensi nel marzo 1921.